# مگنتوپوز

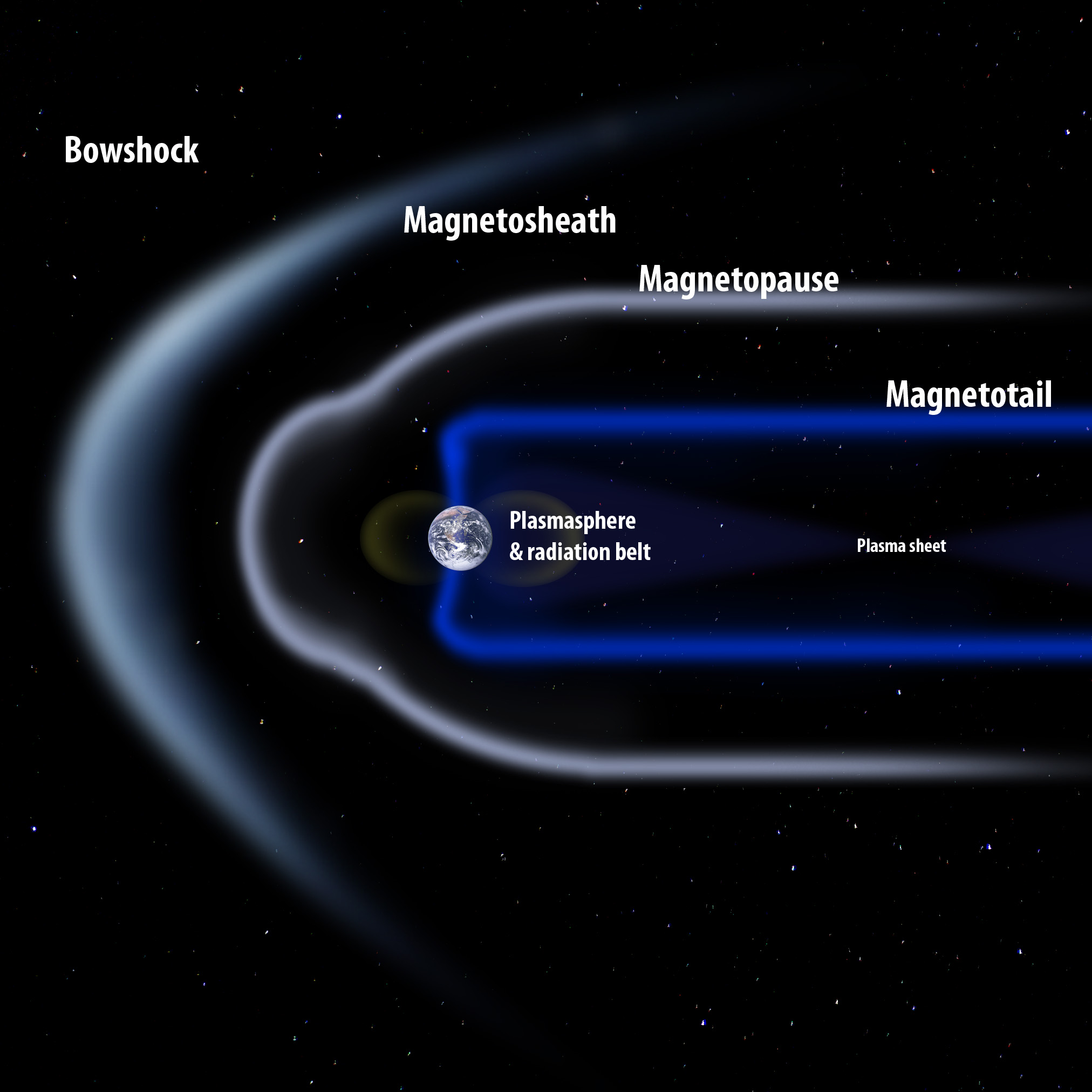
بازخوانی هنری مگنتوپوز زمین. مگنتوپوز جایی است که فشار باد خورشیدی و میدان مغناطیسی سیاره برابر است. موقعیت خورشید در این تصویر در سمت چپ آن با فاصله بسیار خواهد بود.

مگنتوپوز (انگلیسی: Magnetopause) یا ایست مغناطیسی مرز ناگهانی بین مگنتوسفر و پلاسمای اطراف آن است. برای علم سیاره‌شناسی، مگنتوپوز مرز بین میدان مغناطیسی یک سیاره و باد خورشیدی است. مکان مگنتوپوز با تعادل بین فشار میدان مغناطیسی سیاره‌ای پویا و فشار دینامیکی باد خورشیدی تعیین می‌شود. با افزایش و کاهش فشار باد خورشیدی، مگنتوپوز در پاسخ به سمت داخل و خارج حرکت می‌کند. امواج (موج و حرکت بال زدن) در امتداد مگنتوپوز در جهت جریان باد خورشیدی در پاسخ به تغییرات مقیاس کوچک در فشار باد خورشیدی و ناپایداری کلوین–هلمهولتز حرکت می‌کنند.
باد خورشیدی مافوق صوت است و از یک شوک کمانی عبور می‌کند که در آن جهت جریان تغییر می‌کند به طوری که بیشتر پلاسمای باد خورشیدی به دو طرف مگنتوپوز منحرف می‌شود، دقیقاً مانند آب که قبل از کمان کشتی منحرف می‌شود. ناحیه پلاسمای باد خورشیدی شوکه شده، غلاف مغناطیسی است. در زمین و در همهٔ سیاره‌های دیگر با میدان‌های مغناطیسی ذاتی، مقداری پلاسمای باد خورشیدی موفق می‌شود وارد مگنتوسفر شود و در داخل آن به دام بیفتد. در زمین، پلاسمای باد خورشیدی که وارد مگنتوسفر می‌شود ورق پلاسما را تشکیل می‌دهد. مقدار پلاسمای باد خورشیدی و انرژی وارد شده به مگنتوسفر با جهت‌گیری میدان مغناطیسی بین سیاره‌ای که در باد خورشیدی تعبیه شده تنظیم می‌شود.
خورشید و سایر ستارگان با میدان‌های مغناطیسی و بادهای ستاره‌ای دارای یک مگنتوپوز یا {هلیوپوز) خورشیدی هستند که در آن محیط ستاره‌ای با محیط بین ستاره‌ای محدود می‌شود.

## ویژگی‌ها
تا پیش از دورهٔ اکتشافات فضایی، فضای بین سیاره ای به عنوان خلاء در نظر گرفته می‌شد. همزمانی اولین رصد یک شراره خورشیدی و طوفان ژئومغناطیسی ۱۸۵۹ شواهدی بود که نشان می‌داد پلاسما در طول رویداد شعله‌ور از خورشید به بیرون پرتاب می‌شود. چپمن و فرارو پیشنهاد کردند که به باور آنها پلاسما به‌عنوان بخشی از یک رویداد شعله‌ور که میدان مغناطیسی سیاره را به روشی به نام طوفان ژئومغناطیسی مختل می‌کند، توسط خورشید در یک انفجار ساطع شده‌است.